# Тури
Ту̀ри (на италиански и на сардински: Turri) е село и община в Южна Италия, провинция Южна Сардиния, автономен регион и остров Сардиния. Разположено е на 164 m надморска височина. Населението на общината е 447 души (към 2010 г.).